# Oemopteryx glacialis
Oemopteryx glacialis är en bäcksländeart som först beskrevs av Barnston 1848.  Oemopteryx glacialis ingår i släktet Oemopteryx och familjen vingbandbäcksländor. Inga underarter finns listade i Catalogue of Life.

## Bildgalleri

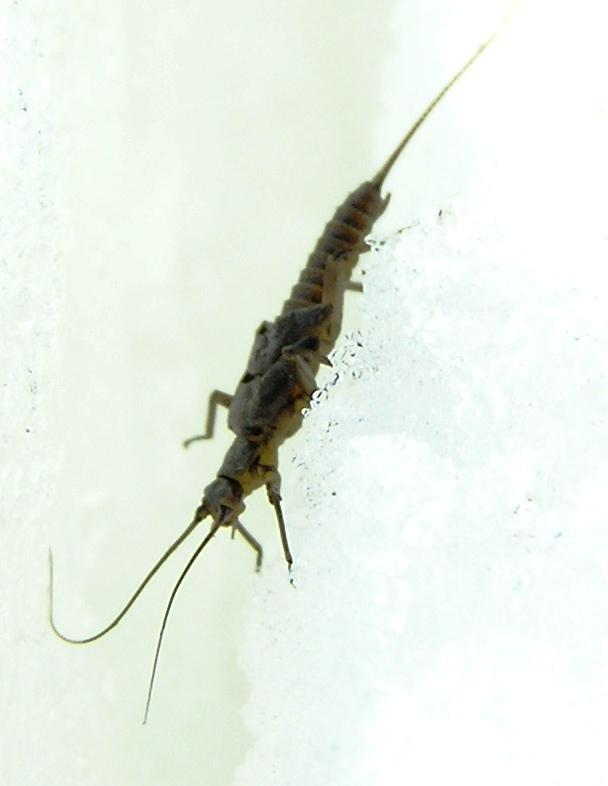
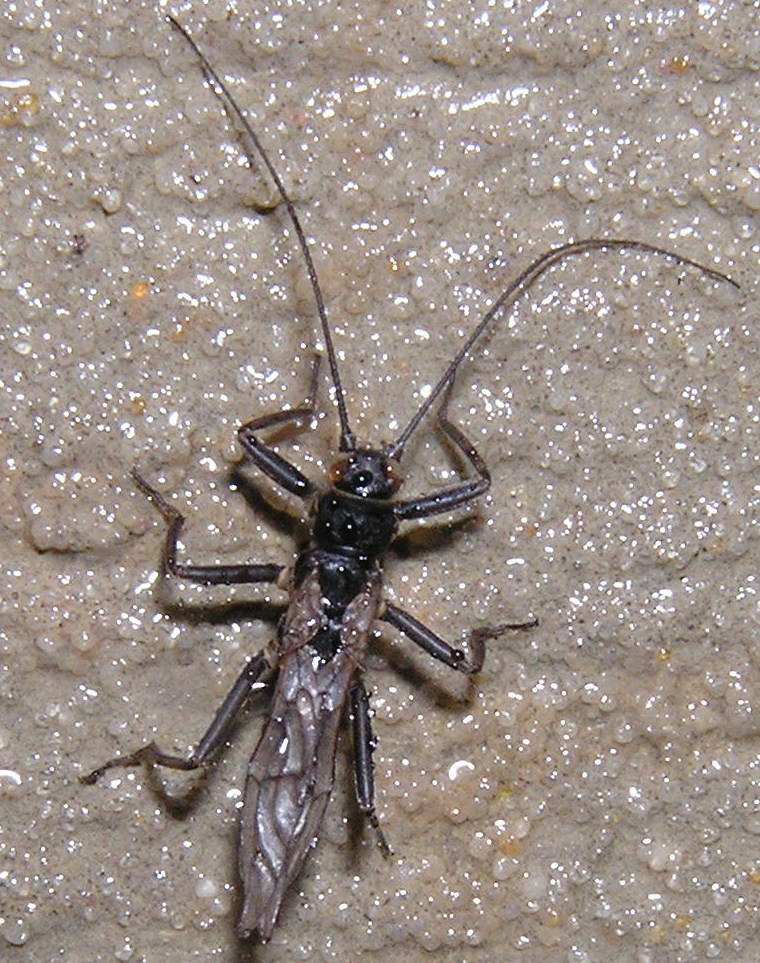